# Trichosilia mollis
Trichosilia mollis är en fjärilsart som beskrevs av Walker 1856. Trichosilia mollis ingår i släktet Trichosilia och familjen nattflyn. Inga underarter finns listade i Catalogue of Life.